# Szolgadiák
A szolgadiák olyan diák volt, akinek nem volt pénze, ezért "szolgának" szegődött egy gazdag családhoz kosztért és kvártélyért. A család pedig élelmet és szállást adott neki.

## Neves szolgadiákok
- Kőrösi Csoma Sándor
- Tompa Mihály Sárospatakon[1]
- Vámbéry Ármin[2]
- Szenczi Molnár Albert[3]
- Koós Ferenc
- Boncza Miklós